# サンタ・コンバ・ダン

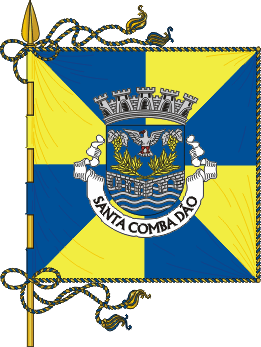
市旗

市章

位置

サンタ・コンバ・ダン(Santa Comba Dão [ˈsɐ̃tɐ ˈkõbɐ ˈðɐ̃w] ( 音声ファイル))はポルトガルの地方自治体。面積112.0km²、人口1万2393人。
ヴィゼウ県に属し、9つの教区からなる。現市長はジョアン・アントニオ・パイス・ローレンソ(João António Pais Lourenço)。
1889年に後のポルトガルの独裁者アントニオ・サラザールが生まれた地である。
市の祝日は昇天祭。

## 教区
サンタ・コンバ・ダンを構成する9つの教区を挙げる。
- Couto do Mosteiro
- Nagosela
- Óvoa
- Pinheiro de Ázere
- Santa Comba Dão
- São Joaninho
- São João de Areias
- Treixedo
- Vimieiro

## 外部リンク

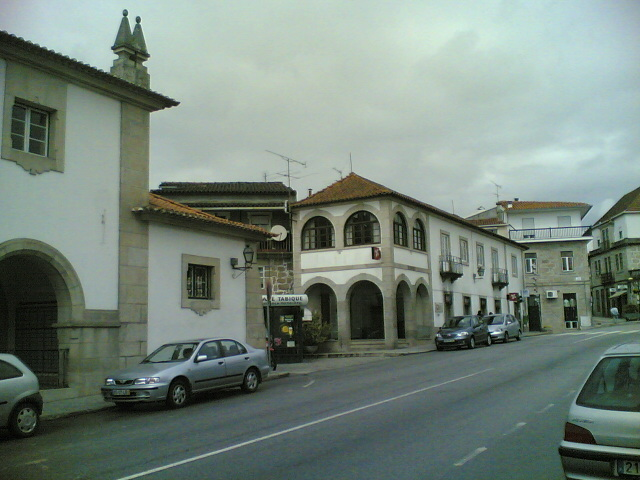
町並み